# ティシナ
ティシナ(Tišina)は、スロベニア北東部のプレクムリェ地方にある市である。

## 出身者
- シモン・シュピラック - 自転車競技（ロードレース）選手